# Championnat du monde junior de rugby à XV 2013
Navigation
Championnat du monde junior 2012 Championnat du monde junior 2014
Le Championnat du monde junior 2013 est la 6e édition de la compétition. Elle se déroule en France du 5 au 23 juin 2013. C'est la première fois que la France accueille la compétition. (En 2006, le Championnat du monde des moins de 21 ans s'est tenu en Auvergne, remporté par la France).
La compétition est remportée par l'Angleterre qui domine le pays de Galles (20-15) dans la première finale 100 % européenne. L'Afrique du Sud termine troisième tandis que les hôtes de la compétition finissent cinquièmes après avoir battu l'Argentine (37-34).

## Équipes participantes et groupes
Répartition des douze sélections engagées dans les trois groupes :
| Groupe A               | Groupe B             | Groupe C           |
| ---------------------- | -------------------- | ------------------ |
| Afrique du Sud -20 (T) | Nouvelle-Zélande -20 | Pays de Galles -20 |
| France -20             | Australie -20        | Argentine -20      |
| Angleterre -20         | Irlande -20          | Écosse -20         |
| États-Unis -20         | Fidji -20            | Samoa -20          |

## Stades
| Ville            | Stade                 | Capacité |
| ---------------- | --------------------- | -------- |
| La Roche-sur-Yon | Stade Henri-Desgrange | 9 000    |
| Nantes           | Stade Pascal-Laporte  | 1 500    |
| Vannes           | Stade de la Rabine    | 9 500    |

## Résultats

### Phase de groupe

#### Groupe A
| Rang | Pays               | J | V | N | D | Bo | Bd | Pm  | Pe  | Diff | Pts |
| ---- | ------------------ | - | - | - | - | -- | -- | --- | --- | ---- | --- |
| 1    | Afrique du Sud -20 | 3 | 3 | 0 | 0 | 1  | 0  | 154 | 43  | +111 | 13  |
| 2    | Angleterre -20     | 3 | 2 | 0 | 1 | 1  | 1  | 163 | 37  | +126 | 10  |
| 3    | France -20         | 3 | 1 | 0 | 2 | 1  | 1  | 70  | 59  | +11  | 6   |
| 4    | États-Unis -20     | 3 | 0 | 0 | 3 | 0  | 0  | 3   | 251 | -248 | 0   |

|  | Qualifiés pour les demi-finales      |
|  | Qualifié pour le classement de 5 à 8 |

| 5 juin 2013 18 h 45 CET | France -20 | 6 – 30 (3 – 13) | Angleterre -20 | Stade Henri-Desgrange, La Roche-sur-Yon |
| 5 juin 2013 18 h 45 CET |            |                 |                | Stade Henri-Desgrange, La Roche-sur-Yon |
| 5 juin 2013 18 h 45 CET |            |                 |                | Stade Henri-Desgrange, La Roche-sur-Yon |

| 5 juin 2013 20 h 45 CET | Afrique du Sud -20 | 97 – 0 (54 – 0) | États-Unis -20 | Stade Henri-Desgrange, La Roche-sur-Yon |
| 5 juin 2013 20 h 45 CET |                    |                 |                | Stade Henri-Desgrange, La Roche-sur-Yon |
| 5 juin 2013 20 h 45 CET |                    |                 |                | Stade Henri-Desgrange, La Roche-sur-Yon |

| 9 juin 2013 16 h 45 CET | Afrique du Sud -20 | 31 – 24 (23 – 10) | Angleterre -20 | Stade Henri-Desgrange, La Roche-sur-Yon |
| 9 juin 2013 16 h 45 CET |                    |                   |                | Stade Henri-Desgrange, La Roche-sur-Yon |
| 9 juin 2013 16 h 45 CET |                    |                   |                | Stade Henri-Desgrange, La Roche-sur-Yon |

| 9 juin 2013 18 h 45 CET | France -20 | 45 – 3 (17 – 3) | États-Unis -20 | Stade Henri-Desgrange, La Roche-sur-Yon |
| 9 juin 2013 18 h 45 CET |            |                 |                | Stade Henri-Desgrange, La Roche-sur-Yon |
| 9 juin 2013 18 h 45 CET |            |                 |                | Stade Henri-Desgrange, La Roche-sur-Yon |

| 13 juin 2013 18 h 45 CET | Angleterre -20 | 109 – 0 (48 – 0) | États-Unis -20 | Stade Henri-Desgrange, La Roche-sur-Yon |
| 13 juin 2013 18 h 45 CET |                |                  |                | Stade Henri-Desgrange, La Roche-sur-Yon |
| 13 juin 2013 18 h 45 CET |                |                  |                | Stade Henri-Desgrange, La Roche-sur-Yon |

| 13 juin 2013 20 h 45 CET | France -20 | 19 – 26 (7 – 8) | Afrique du Sud -20 | Stade Henri-Desgrange, La Roche-sur-Yon |
| 13 juin 2013 20 h 45 CET |            |                 |                    | Stade Henri-Desgrange, La Roche-sur-Yon |
| 13 juin 2013 20 h 45 CET |            |                 |                    | Stade Henri-Desgrange, La Roche-sur-Yon |

#### Groupe B
| Rang | Pays                 | J | V | N | D | Bo | Bd | Pm  | Pe  | Diff | Pts |
| ---- | -------------------- | - | - | - | - | -- | -- | --- | --- | ---- | --- |
| 1    | Nouvelle-Zélande -20 | 3 | 3 | 0 | 0 | 2  | 0  | 104 | 42  | +62  | 14  |
| 2    | Irlande -20          | 3 | 2 | 0 | 1 | 1  | 1  | 91  | 49  | +42  | 10  |
| 3    | Australie -20        | 3 | 1 | 0 | 2 | 1  | 2  | 71  | 45  | +26  | 7   |
| 4    | Fidji -20            | 3 | 0 | 0 | 3 | 0  | 0  | 21  | 151 | -130 | 0   |

|  | Qualifié pour les demi-finales        |
|  | Qualifiés pour le classement de 5 à 8 |

| 5 juin 2013 18 h 45 CET | Irlande -20 | 19 – 15 (10 – 8) | Australie -20 | Stade de la Rabine, Vannes |
| 5 juin 2013 18 h 45 CET |             |                  |               | Stade de la Rabine, Vannes |
| 5 juin 2013 18 h 45 CET |             |                  |               | Stade de la Rabine, Vannes |

| 5 juin 2013 20 h 45 CET | Nouvelle-Zélande -20 | 59 – 6 (30 – 6) | Fidji -20 | Stade de la Rabine, Vannes |
| 5 juin 2013 20 h 45 CET |                      |                 |           | Stade de la Rabine, Vannes |
| 5 juin 2013 20 h 45 CET |                      |                 |           | Stade de la Rabine, Vannes |

| 9 juin 2013 18 h 45 CET | Irlande -20 | 46 – 3 (14 – 3) | Fidji -20 | Stade de la Rabine, Vannes |
| 9 juin 2013 18 h 45 CET |             |                 |           | Stade de la Rabine, Vannes |
| 9 juin 2013 18 h 45 CET |             |                 |           | Stade de la Rabine, Vannes |

| 9 juin 2013 20 h 45 CET | Nouvelle-Zélande -20 | 14 – 10 (14 – 3) | Australie -20 | Stade de la Rabine, Vannes |
| 9 juin 2013 20 h 45 CET |                      |                  |               | Stade de la Rabine, Vannes |
| 9 juin 2013 20 h 45 CET |                      |                  |               | Stade de la Rabine, Vannes |

| 13 juin 2013 18 h 45 CET | Nouvelle-Zélande -20 | 31 – 26 (14 – 10) | Irlande -20 | Stade de la Rabine, Vannes |
| 13 juin 2013 18 h 45 CET |                      |                   |             | Stade de la Rabine, Vannes |
| 13 juin 2013 18 h 45 CET |                      |                   |             | Stade de la Rabine, Vannes |

| 13 juin 2013 20 h 45 CET | Australie -20 | 46 – 12 (24 – 5) | Fidji -20 | Stade de la Rabine, Vannes |
| 13 juin 2013 20 h 45 CET |               |                  |           | Stade de la Rabine, Vannes |
| 13 juin 2013 20 h 45 CET |               |                  |           | Stade de la Rabine, Vannes |

#### Groupe C
| Rang | Pays               | J | V | N | D | Bo | Bd | Pm | Pe  | Diff | Pts |
| ---- | ------------------ | - | - | - | - | -- | -- | -- | --- | ---- | --- |
| 1    | Pays de Galles -20 | 3 | 3 | 0 | 0 | 1  | 0  | 93 | 44  | +49  | 13  |
| 2    | Argentine -20      | 3 | 2 | 0 | 1 | 1  | 1  | 92 | 54  | +38  | 10  |
| 3    | Écosse -20         | 3 | 1 | 0 | 2 | 1  | 1  | 70 | 103 | -33  | 6   |
| 4    | Samoa -20          | 3 | 0 | 0 | 3 | 0  | 1  | 52 | 106 | -54  | 1   |

|  | Qualifié pour les demi-finales       |
|  | Qualifié pour le classement de 5 à 8 |

| 5 juin 2013 18 h 00 CET | Pays de Galles -20 | 42 – 3 (18 – 3) | Samoa -20 | Stade Pascal-Laporte, Nantes |
| 5 juin 2013 18 h 00 CET |                    |                 |           | Stade Pascal-Laporte, Nantes |
| 5 juin 2013 18 h 00 CET |                    |                 |           | Stade Pascal-Laporte, Nantes |

| 5 juin 2013 20 h 00 CET | Argentine -20 | 44 – 13 (26 – 13) | Écosse -20 | Stade Pascal-Laporte, Nantes |
| 5 juin 2013 20 h 00 CET |               |                   |            | Stade Pascal-Laporte, Nantes |
| 5 juin 2013 20 h 00 CET |               |                   |            | Stade Pascal-Laporte, Nantes |

| 9 juin 2013 15 h 00 CET | Argentine -20 | 28 – 16 (11 – 16) | Samoa -20 | Stade Pascal-Laporte, Nantes |
| 9 juin 2013 15 h 00 CET |               |                   |           | Stade Pascal-Laporte, Nantes |
| 9 juin 2013 15 h 00 CET |               |                   |           | Stade Pascal-Laporte, Nantes |

| 9 juin 2013 17 h 00 CET | Pays de Galles -20 | 26 – 21 (13 – 6) | Écosse -20 | Stade Pascal-Laporte, Nantes |
| 9 juin 2013 17 h 00 CET |                    |                  |            | Stade Pascal-Laporte, Nantes |
| 9 juin 2013 17 h 00 CET |                    |                  |            | Stade Pascal-Laporte, Nantes |

| 13 juin 2013 16 h 45 CET | Pays de Galles -20 | 25 – 23 (16 – 0) | Argentine -20 | Stade Henri-Desgrange, La Roche-sur-Yon |
| 13 juin 2013 16 h 45 CET |                    |                  |               | Stade Henri-Desgrange, La Roche-sur-Yon |
| 13 juin 2013 16 h 45 CET |                    |                  |               | Stade Henri-Desgrange, La Roche-sur-Yon |

| 13 juin 2013 19 h 00 CET | Écosse -20 | 36 – 33 (21 – 12) | Samoa -20 | Stade Pascal-Laporte, Nantes |
| 13 juin 2013 19 h 00 CET |            |                   |           | Stade Pascal-Laporte, Nantes |
| 13 juin 2013 19 h 00 CET |            |                   |           | Stade Pascal-Laporte, Nantes |

### Tableau final

#### Classement 9 à 12
|  | Tour de classement                                   | Tour de classement                                   |               |    | Neuvième place                                       | Neuvième place                                       |
|  | Tour de classement                                   | Tour de classement                                   |               |    | Neuvième place                                       | Neuvième place                                       |
|  |                                                      |                                                      |               |    |                                                      |                                                      |
|  | le 18 juin à 18 h 00 au Stade Pascal-Laporte, Nantes | le 18 juin à 18 h 00 au Stade Pascal-Laporte, Nantes |               |    | le 23 juin à 15 h 00 au Stade Pascal-Laporte, Nantes | le 23 juin à 15 h 00 au Stade Pascal-Laporte, Nantes |
|  | le 18 juin à 18 h 00 au Stade Pascal-Laporte, Nantes | le 18 juin à 18 h 00 au Stade Pascal-Laporte, Nantes |               |    | le 23 juin à 15 h 00 au Stade Pascal-Laporte, Nantes | le 23 juin à 15 h 00 au Stade Pascal-Laporte, Nantes |
|  | Samoa -20                                            | 19                                                   |               |    | le 23 juin à 15 h 00 au Stade Pascal-Laporte, Nantes | le 23 juin à 15 h 00 au Stade Pascal-Laporte, Nantes |
|  | Samoa -20                                            | 19                                                   |               |    | le 23 juin à 15 h 00 au Stade Pascal-Laporte, Nantes | le 23 juin à 15 h 00 au Stade Pascal-Laporte, Nantes |
|  | Fidji -20                                            | 18                                                   |               |    | le 23 juin à 15 h 00 au Stade Pascal-Laporte, Nantes | le 23 juin à 15 h 00 au Stade Pascal-Laporte, Nantes |
|  | Fidji -20                                            | 18                                                   | Samoa -20     | 33 |                                                      |                                                      |
|  | le 18 juin à 20 h 15 au Stade Pascal-Laporte, Nantes |                                                      | Samoa -20     | 33 |                                                      |                                                      |
|  |                                                      | Écosse -20                                           | 24            |    |                                                      |                                                      |
|  | Écosse -20                                           | Écosse -20                                           | 24            | 39 |                                                      |                                                      |
|  | Écosse -20                                           |                                                      |               | 39 |                                                      |                                                      |
|  | États-Unis -20                                       | 3                                                    |               |    |                                                      |                                                      |
|  | États-Unis -20                                       | 3                                                    | Onzième place |    |                                                      |                                                      |
|  |                                                      |                                                      |               |    |                                                      |                                                      |
|  | le 23 juin à 17 h 15 au Stade Pascal-Laporte, Nantes |                                                      |               |    |                                                      |                                                      |
|  |                                                      |                                                      |               |    |                                                      |                                                      |
|  | Fidji -20                                            | 46                                                   |               |    |                                                      |                                                      |
|  | Fidji -20                                            | 46                                                   |               |    |                                                      |                                                      |
|  | États-Unis -20                                       | 12                                                   |               |    |                                                      |                                                      |
|  | États-Unis -20                                       | 12                                                   |               |    |                                                      |                                                      |

#### Classement 5 à 8
|  | Tour de classement                                              | Tour de classement                                              |                |    | Cinquième place                                                 | Cinquième place                                                 |
|  | Tour de classement                                              | Tour de classement                                              |                |    | Cinquième place                                                 | Cinquième place                                                 |
|  |                                                                 |                                                                 |                |    |                                                                 |                                                                 |
|  | le 18 juin à 18 h 00 au Stade Henri-Desgrange, La Roche-sur-Yon | le 18 juin à 18 h 00 au Stade Henri-Desgrange, La Roche-sur-Yon |                |    | le 23 juin à 17 h 15 au Stade Henri-Desgrange, La Roche-sur-Yon | le 23 juin à 17 h 15 au Stade Henri-Desgrange, La Roche-sur-Yon |
|  | le 18 juin à 18 h 00 au Stade Henri-Desgrange, La Roche-sur-Yon | le 18 juin à 18 h 00 au Stade Henri-Desgrange, La Roche-sur-Yon |                |    | le 23 juin à 17 h 15 au Stade Henri-Desgrange, La Roche-sur-Yon | le 23 juin à 17 h 15 au Stade Henri-Desgrange, La Roche-sur-Yon |
|  | Argentine -20                                                   | 22                                                              |                |    | le 23 juin à 17 h 15 au Stade Henri-Desgrange, La Roche-sur-Yon | le 23 juin à 17 h 15 au Stade Henri-Desgrange, La Roche-sur-Yon |
|  | Argentine -20                                                   | 22                                                              |                |    | le 23 juin à 17 h 15 au Stade Henri-Desgrange, La Roche-sur-Yon | le 23 juin à 17 h 15 au Stade Henri-Desgrange, La Roche-sur-Yon |
|  | Australie -20                                                   | 15                                                              |                |    | le 23 juin à 17 h 15 au Stade Henri-Desgrange, La Roche-sur-Yon | le 23 juin à 17 h 15 au Stade Henri-Desgrange, La Roche-sur-Yon |
|  | Australie -20                                                   | 15                                                              | Argentine -20  | 34 |                                                                 |                                                                 |
|  | le 18 juin à 20 h 15 au Stade Henri-Desgrange, La Roche-sur-Yon |                                                                 | Argentine -20  | 34 |                                                                 |                                                                 |
|  |                                                                 | France -20                                                      | 37             |    |                                                                 |                                                                 |
|  | Irlande -20                                                     | France -20                                                      | 37             | 8  |                                                                 |                                                                 |
|  | Irlande -20                                                     |                                                                 |                | 8  |                                                                 |                                                                 |
|  | France -20                                                      | 9                                                               |                |    |                                                                 |                                                                 |
|  | France -20                                                      | 9                                                               | Septième place |    |                                                                 |                                                                 |
|  |                                                                 |                                                                 |                |    |                                                                 |                                                                 |
|  | le 23 juin à 15 h 00 au Stade Henri-Desgrange, La Roche-sur-Yon |                                                                 |                |    |                                                                 |                                                                 |
|  |                                                                 |                                                                 |                |    |                                                                 |                                                                 |
|  | Australie -20                                                   | 28                                                              |                |    |                                                                 |                                                                 |
|  | Australie -20                                                   | 28                                                              |                |    |                                                                 |                                                                 |
|  | Irlande -20                                                     | 17                                                              |                |    |                                                                 |                                                                 |
|  | Irlande -20                                                     | 17                                                              |                |    |                                                                 |                                                                 |

#### Classement 1 à 4
|  | Demi-finales                                       | Demi-finales                                       |                        |    | Finale                                             | Finale                                             |
|  | Demi-finales                                       | Demi-finales                                       |                        |    | Finale                                             | Finale                                             |
|  |                                                    |                                                    |                        |    |                                                    |                                                    |
|  | le 18 juin à 18 h 00 au Stade de la Rabine, Vannes | le 18 juin à 18 h 00 au Stade de la Rabine, Vannes |                        |    | le 23 juin à 18 h 45 au Stade de la Rabine, Vannes | le 23 juin à 18 h 45 au Stade de la Rabine, Vannes |
|  | le 18 juin à 18 h 00 au Stade de la Rabine, Vannes | le 18 juin à 18 h 00 au Stade de la Rabine, Vannes |                        |    | le 23 juin à 18 h 45 au Stade de la Rabine, Vannes | le 23 juin à 18 h 45 au Stade de la Rabine, Vannes |
|  | Afrique du Sud -20                                 | 17                                                 |                        |    | le 23 juin à 18 h 45 au Stade de la Rabine, Vannes | le 23 juin à 18 h 45 au Stade de la Rabine, Vannes |
|  | Afrique du Sud -20                                 | 17                                                 |                        |    | le 23 juin à 18 h 45 au Stade de la Rabine, Vannes | le 23 juin à 18 h 45 au Stade de la Rabine, Vannes |
|  | Pays de Galles -20                                 | 18                                                 |                        |    | le 23 juin à 18 h 45 au Stade de la Rabine, Vannes | le 23 juin à 18 h 45 au Stade de la Rabine, Vannes |
|  | Pays de Galles -20                                 | 18                                                 | Pays de Galles -20     | 15 |                                                    |                                                    |
|  | le 18 juin à 20 h 45 au Stade de la Rabine, Vannes |                                                    | Pays de Galles -20     | 15 |                                                    |                                                    |
|  |                                                    | Angleterre -20                                     | 23                     |    |                                                    |                                                    |
|  | Nouvelle-Zélande -20                               | Angleterre -20                                     | 23                     | 21 |                                                    |                                                    |
|  | Nouvelle-Zélande -20                               |                                                    |                        | 21 |                                                    |                                                    |
|  | Angleterre -20                                     | 33                                                 |                        |    |                                                    |                                                    |
|  | Angleterre -20                                     | 33                                                 | Match pour la 3e place |    |                                                    |                                                    |
|  |                                                    |                                                    |                        |    |                                                    |                                                    |
|  | le 23 juin à 15 h 15 au Stade de la Rabine, Vannes |                                                    |                        |    |                                                    |                                                    |
|  |                                                    |                                                    |                        |    |                                                    |                                                    |
|  | Afrique du Sud -20                                 | 41                                                 |                        |    |                                                    |                                                    |
|  | Afrique du Sud -20                                 | 41                                                 |                        |    |                                                    |                                                    |
|  | Nouvelle-Zélande -20                               | 34                                                 |                        |    |                                                    |                                                    |
|  | Nouvelle-Zélande -20                               | 34                                                 |                        |    |                                                    |                                                    |

## Classement final
1. Angleterre -20
2. pays de Galles -20
3. Afrique du Sud -20 (T)
4. Nouvelle-Zélande -20
5. France -20
6. Argentine -20
7. Australie -20
8. Irlande -20
9. Samoa -20
10. Écosse -20
11. Fidji -20
12. États-Unis -20